# Michiel Elijzen
Michiel Elijzen (Culemborg, Gelderland, 31 d'agost de 1982) va ser un ciclista neerlandès, que fou professional entre el 2006 i el 2010. En retirar-se passà a exercir càrrecs directius en diferents equips ciclistes.
En el seu palmarès destaca una victòria d'etapa a l'Eneco Tour del 2007.

## Palmarès
- 2000
  - 1r al Tour de Lorena júnior
- 2007
  - 1r al Duo Normand, amb Bradley Wiggins
  - Vencedor d'una etapa de l'Eneco Tour

### Resultats al Giro d'Itàlia
- 2010. 111è de la classificació general